# Schhh!!!
|  | Denne artikel er oprettet af botten PalnaBot ud fra en ekstern database. Den kan derfor have sproglige fejl eller mangler. Denne skabelon kan fjernes efter kontrol af indholdet. |

Schhh!!! er en kortfilm fra 1968 instrueret af Franz Ernst efter manuskript af Claus Clausen.

## Handling
En besk-humoristisk situation med en stresset sove-by-middel-mand, der ikke kan sove - hvad der forresten også er andre, der ikke kan.